# HIKAKIN
HIKAKIN(히카킨, 일본어: ヒカキン, 1989년 4월 21일 ~)은 일본의 남성 비트박서이자, UUUM 주식회사 설립자, 최고고문이다..
YouTube에서 HIKAKIN, HikakinTV, HikakinGames, HikakinBlog로 4개의 채널을 운영하고 있으며, 최근 채널 구독자수는 1890만명, 조회수 100억회 이상(2022년)을 기록하고 있다. 형은 똑같이 유튜버인 SEIKIN.

## 내력
- 2006년 12월, 유튜브 ‘HIKAKIN’ 채널에서 비트박스 퍼포먼스 영상을 중심으로 업로드를 하기 시작한다[6].
- 2010년 6월 17일, 유튜브에 업로드한 동영상 ‘Super Mario Beatbox’가 유튜브의 일본 국내 월간 접속 1위를 기록하며, 같은 해 7월 19일에 미국의 《CBS News》의 탑 뉴스로 소개됐다[7]. 또, 2010년도 유튜브 세계 베스트 파트너 탑 500명에 선출[8][9]. 거기에 ‘WOW 스타 프로젝트 2010’에서 우승하고, 라스베이거스에 초대받았다[10].
- 2011년 5월 5일, 두 번째 채널 ‘HIKAKIN BeatboxTV2’를 개설. 여전히, 현재는 영상이 올라오고 있지 않는다.
- 2011년 7월 19일, ‘HikakinTV’를 개설한다.
- 2012년 1월, 일을 그만두고, 유튜브 상에서의 활동에 전념한다[11].
- 2012년 12월, 사카모토 히데키와의 공동제작 〈그림 채널 SOUND CHANNEL〉를 음원 사이트에서 발표.
- 2013년 2월 5일, 비디오 블로그 채널 ‘HikakinBlog’를 개설한다.
- 2013년 6월, UUUM 주식회사의 설립과 함께 집행임원으로 취임[12].
- 2013년 7월 19일, 자신의 첫 저서 〈내 일은 유튜브〉(僕の仕事はYouTube가 발매되었다.
- 2013년 10월 11일, 게임 실황 채널 ‘HikakinGames’를 개설한다.
- 2014년 10월 30일, 소속사무소 UUUM 대표이사인 카마다 카즈키와 수필한 저서 〈400만명에게 사랑받는 유튜버의 만드는 방법〉( 400万人に愛される YouTuberのつくり方)를 발매.
- 2015년 8월 14일, HIKAKIN＆SEIKIN 명의로, 〈YouTube 테마송〉을 동영상 공유 사이트 유튜브 및 음원 사이트 레코초쿠, 아이튠즈에서 발표[13].
- 2015년 11월, ‘HikakinTV’의 채널 구독자수가 257만명을 돌파하며, 일본 국내에서의 기업, 개인을 포함한 모든 유튜브 채널에 있어서 1위가 된다(2016년 3월 17일에 〈하지메 사초〉에게 넘겨주게 된다. )[14].
- 2021년 4월 8일에는 Youtube채널의 구독자수가 900만명을 돌파하였다.
- 같은 해 9월 10일에는 구독자수가 1000만명을 돌파하였다.

## 인물
동영상에서 인사는 기본적으로 “붐붐, Hello YouTube! 안녕하세요 히카킨입니다”(ブンブン、Hello YouTube! どうもHIKAKINです).
일본어 원역 (ブンブン、ハロー ユーチューブ。
どうもヒカキンです。)
그의 유튜브 채널은 4개가 있으며, ‘HIKAKIN’ 채널에서는 주로 비트박스의 영상, ‘HikakinTV’ 채널에서는 상품소개(기업과의 타이업을 포함) 등의 영상, ‘HikakinGames’ 채널에서는 게임의 실황영상, 
‘HikakinBlog’ 채널에서는 자신의 사생활 등의 소탈한 영상을 올리고 있다. 또 실황의 SEIKIN은 ‘SeikinTV’ ‘SeikinGames’의 2개의 채널을 관리하고 있다.
신장 175cm이고 혈액형은 O형. 가장 좋아하는 음료는 피루쿠루라고 발언하고 있다. 그 외에는 탄산음료를 좋아하며, 특히 코카 콜라를 즐겨마신다.
어렸을 때에는 교실의 구석에 있는, 조금 변한 소년이였다고 한다.
초3부터 고3까지, 스키 점프 경험이 있으며, HIKAKIN이라는 이름의 유래는 스키 점프 선배로부터 HIKAKIN의 본명인 히카루(HIKAKIN 본명 : 開発 光, 카이하츠 히카루)를 비꼬아서 히카킨이라고 부르기 시작함으로 인해서이다. 본인이 말하길, 초등학생 시절에 한 시기에 불렸던 예명이며, ‘킨’이 어디서부터 온 것인지는 수수께끼라고 한다. 중학생 경에 비트박스의 음성을 올리는 게시판에 ‘HIKAKIN’이라는 이름으로 올리고 있다가 조금씩 넓혀왔는데, 이대로 정착했다고 말하고 있다.
누군가에게 비트박스를 배운 적 없이, 유튜브에서 볼 수 있는 비트박스 영상을 참고로 하는 등, 독학으로 지금의 스타일이 이루어질 수 있었다고 한다. 고교생 때부터 조에츠에서 라이브 활동을 하거나, 유튜브에 퍼포먼스 영상을 업로드하거나 하고 있었다.
비트박스 그것은 힘껏 고고고!!의 하모네프의 영향으로, 중학생 때부터 시작하고 있었다. 채널을 개설하고 바로 영상을 올렸지만, 잘 못해서 부끄러워서 삭제해버렸다고 한다.
현재는 도쿄를 본거지로 옮기고 있으며, 상경한 지 얼마 안 될 경에는 슈퍼 점원의 일 등을 하면서 생활을 꾸려나가고 있었다. 처음에는 영상을 올리며 생활한다는 생각조차 못했지만, 미국의 탑 유튜버임 미셸 판의 강연회에 가서, 생각하는 사고방식이 바뀌었다고 말하고 있다.
정기적으로 악수회를 개최하고 있으며, 자선 악수회 이벤트에서는 모인 모금을, 동일본지진의 의원금으로 공익재단법인 동일본대지진 부흥지원재단에 200만엔을 기부했다。
자신의 팬층에 대해서, 초등학생이나 중학생이 메인이라고 말하고 있으며, 가족 모두 밥을 먹으면서라도 볼 수가 있는 컨텐츠를 하고 싶다고 말하고 있다.
좋아하는 음식과 음료는 메뉴 보다는
특이하게 대부분이 상품&먹는 방법형인데,
대표적 다섯가지로,
1. 自製チョコレート(자작 초콜렛)
2. ポテナゲコラボ(포테이토&치킨너겟 콜라보)
3. 日清 UFO焼きそば(닛신 유에포 야키소바)
4. ペヤング 焼きそば(페양그 야키소바)
5. 鉄道 車内の弁当(철도 차내에서 도시락 먹는 것)
이다.
2025년 현재도 계속 안경을 끼고 있으나 옛날에는 콘택트 렌즈를 사용하고 있었으며, 2013년 가을까지는 렌즈를 사용해"콘택트 렌즈를 안 쓰는 이유"라는 동영상에서 언급하였다.

### 애완 고양이
2018년 7월 부터 스코티쉬 폴드의 수컷 고양이를 키우기 시작하며, 고양이 이름은 "마루오"이다.이유는"○○킨이라고 부르고 있느면 자기를 부르는 것 같으니까" 라거나 "일본 느낌이 나는 이름이 좋고, 너무 길게 안 되도록 세글자 이내로 하고 싶다"등이 있다.[40]。같은 해 9월12일에는, 마루오와 같은 날에 태어난 같은 피가 이어진 형매"모후코"를 키우기 시작했다.모후코는 마루오와 닮았으나 암컷 고양이이며, 약간 눈이 크고, 꼬리가 굵다는 차이가 있다.[41]

### 교류
- 형은 아카펠라 뮤지션이며 유튜버인 SEIKIN[YouTube 6]. 같은 유튜버인 Masuo와는 보육원에서부터 고등학교까지 같은 학교의 소꿉친구이며, 상경 후에도 교류가 있다[YouTube 7].
- 싱어송라이터인 나가부치 츠요시와의 교류가 있으며, 나가부치의 아들인 나가부치 렌과는 말레이시아에 가거나[YouTube 8], 기타를 소개해주거나 하는 사이다[YouTube 9].
- 비트박서인 Daichi와는 비트박스 동료이며, 비트박스로 공연하거나[18], Daichi 주최의 라이브에서는 게스트로 참가하고 있다[19].
- 음악 프로듀서인 TeddyLoid와는 오래전부터 알던 사이며, 고교생 때에 비트박스를 올릴 수 있는 사이트 ‘레츠 아카펠라’로 서로 알게 되었다. 2015년에는 자신의 노래 〈YouTube 테마송〉의 프로듀스도 맡았다[20].
- 에어로스미스와 싱가포르에서 공연하거나[21], NE-YO나 아리아나 그란데 등[22], 해외 아티스트와의 공연도 다하고 있다.

## 저서

### 단행
- 僕の仕事はYouTube(2013년 7월 19일, 주부와 생활사) ISBN 978-4391143799

판매 수입금은 동일본대지진의 의원금으로 기부 예정.
- 400万人に愛される YouTuberのつくり方(2014년 10월 30일, 닛케이 BP사) ISBN 978-4822220792

소속사무소 UUUM 대표이사, 카마다 카즈키와 집필.

## 작품

### 싱글
| 발매일          | 제목                                | 규격            |
| 오리지널        | 오리지널                            | 오리지널        |
| --------------- | ----------------------------------- | --------------- |
| 2015년 8월 13일 | HIKAKIN & SEIKIN 〈YouTube 테마송〉 | 디지털 다운로드 |

### 음반
| 발매일           | 제목                                                  | 규격            |
| 오리지널         | 오리지널                                              | 오리지널        |
| ---------------- | ----------------------------------------------------- | --------------- |
| 2012년 12월 26일 | 사카모토 히데키 x HIKAKIN 〈그림 채널 SOUND CHANNEL〉 | 디지털 다운로드 |

### 참가 작품
| 발매일           | 제목                               | 규격품번   | 수록곡                           |
| ---------------- | ---------------------------------- | ---------- | -------------------------------- |
| 2008년 11월 12일 | DEEPEN                             | OMOCD-0047 | 7. Hikakin - Human Beatbox Break |
| 2011년 4월 27일  | YU-DAI 〈FUNDAMENTAL〉             | HPJ-0008   | 11. skit - HIKAKIN & YU-DAI -    |
| 2014년 6월 4일   | 키마구렌 〈마지막 여름〉(最後の夏) | UMCK-5476  | 4. LIFE (HIKAKIN Remix)          |

## 수상
- 카스베! 청춘 아카펠라 고시엔 전곡 하모네프 리그 11 ‘보이퍼 일본 제일 결정전’ 준우승 (후지 TV)
- 카스베! 청춘 아카펠라 고시엔 전국 하모네프 리그 12 ‘보이퍼 일본 제일 결정전’ 우승 (후지 TV)
- 유튜브 채널 구독자수 10만명 돌파 기념 은방패 (Google)
- 유튜브 채널 구독자수 100만명 톨파 기념 은방패 (Google)
- 야후! 검색대상 2014 스페셜 부문[23]

## 출연

### TV 방송
- 카스베! 청춘 아카펠라 고시엔 전국 하모네프 리그 11 (2010년8월, 후지 TV)
- 카스베! 청춘 아카펠라 고시에 전국 하모네프 리그 12 (2011년 1월, 후지 TV)

### CM
- 앙파 스카루프D (2013년)
- 채리주 3rdRACE (2014년)
- 유튜브 (2014년 10월)
- 메이즈 러너 (2015년)
- 반다이 DX후나고로의 촉각 (2015년)

### 영화
- 주온 −더 파이널− (2015년, 패밀리 레스토랑 점원인 사이카와 역)[24]

## 같이 보기
- 유튜버 목록

### 출전
1. 1 2 3 4 5  “ハモネプに出たHIKAKINさんは妙高市出身” [하모네프에 나온 HIKAKIN씨는 묘코 시 출신] (일본어). 조에츠 타운 저널. 2014년 10월 6일에 원본 문서에서 보존된 문서. 2014년 11월 23일에 확인함.
2. 1 2  《僕の仕事はYouTube》(2013년 7월 19일, 주부와 생활사) ISBN 978-4391143799의 판권
3. ↑  “DIRECTOR - UUUM(ウーム)” (일본어). uuum. 2014년 12월 7일에 원본 문서에서 보존된 문서. 2014년 12월 3일에 확인함.
4. 1 2  “【インタビュー】ヒカキンがファッション界に興味深々!?　トップユーチューバーが語る今後の展開” [【인터뷰】히카킨이 패션계에 흥미 깊숙히!? 톱 유튜버가 말하는 금후의 전개] (일본어). WWD Japan. 2015년 12월 11일에 원본 문서에서 보존된 문서. 2015년 12월 10일에 확인함.
5. ↑  “YouTuber兄弟・HIKAKIN & SEIKINが歌手デビュー” [유튜버 형제 히카킨 & 세이킨이 가수 데뷔] (일본어). 나탈리. 2015년 12월 1일에 확인함.
6. ↑  “国内No.1ユーチューバー・HIKAKIN、テレビだと「萎縮しちゃう」” [국내 No.1 유튜버 HIKAKIN, TV라고 ‘위축되버려’] (일본어). 오리콘 스타일. 2014년 10월 6일에 확인함.
7. ↑  “Super Mario Beatbox: Viral Video Hit - CBS News” [슈퍼마리오 비트박스: 바이럴 히트 - CBS 뉴스] (영어). CBS News. 2014년 9월 26일에 확인함.
8. ↑  “YouTube Stars Get $500,000 in Video Equipment Google will award $1,000 to 500 Top Partners on YouTube Upgrading Video Equipment” (영어). Digital Sky. 2014년 10월 7일에 원본 문서에서 보존된 문서. 2014년 10월 6일에 확인함.
9. ↑  “YouTube Invests Again in Video Creators” (영어). The New York Times. 2014년 10월 6일에 확인함.
10. ↑  “WOW FES! 2010” (일본어). WOWOW. 2011년 5월 24일에 원본 문서에서 보존된 문서. 2014년 10월 6일에 확인함.
11. ↑  “専業ユーチューバー、ヒカキンとは” [전업 유튜버, 히카킨이란] (일본어). 야후! 뉴스. 2014년 10월 7일에 원본 문서에서 보존된 문서. 2014년 10월 6일에 확인함.
12. ↑  “業界初 Youtuber向けプロダクション「UUUM（ウーム）」を開設” [업계 첫 유튜버용 소속사 ‘UUUM(움)’을 개설] (일본어). uuum. 2014년 10월 7일에 원본 문서에서 보존된 문서. 2014년 10월 6일에 확인함.
13. ↑  “HIKAKIN＆SEIKIN「YouTubeテーマソング」が配信スタート、プロデュースはTeddyLoid” [HIKAKIN＆SEIKIN 〈YouTube 테마송〉이 배포 시작, 감독은 TeddyLoid] (일본어). CD 저널. 2015년 11월 21일에 원본 문서에서 보존된 문서. 2015년 10월 18일에 확인함.
14. ↑  “HIKAKINのYouTubeチャンネル登録者数が257万人を突破し日本1位に！” [HIKAKIN의 유튜브 채널 구독자수가 257만명을 돌파해서 일본 1위로!]. UUUM 주식회사. 2015년 11월 21일에 원본 문서에서 보존된 문서. 2015년 11월 21일에 확인함.
15. 1 2 3 4  “HIKAKIN、世間のYouTuber批判も成長のバネに「僕は打たれ強いタイプなのかな」” [HIKAKIN, 세간의 유튜버 비판도 성장의 계기로 ‘나는 강한 타입인걸까나’] (일본어). Livedoor 뉴스. 2015년 12월 1일에 확인함.
16. 1 2 3 4  “目指すは中高生の身近なヒーロー YouTuber HIKAKINさん” [목표로 하는 건 중학생의 최근 히어로 유튜버 HIKAKIN씨]. BLOGOS. 2015년 5월 20일에 확인함.
17. ↑  “上越タイムス - タイムスニュース” [조에츠 타임스 - 타임스 뉴스] (일본어). 조에츠 타임스. 2014년 12월 25일에 원본 문서에서 보존된 문서. 2014년 11월 23일에 확인함.
18. ↑  “Daichi、本日から1カ月毎日コラボ動画公開に挑戦” [Daichi, 오늘부터 1개월 매일 콜라보 영상 공개에 도전] (일본어). 나탈리. 2015년 4월 25일에 확인함.
19. ↑  “ヒューマンビートボクサーDaichiが明和電機らと競演” [비트박서 Daichi가 메이와덴키들과 경연] (일본어). 나탈리. 2015년 4월 25일에 확인함.
20. ↑  “YouTubeで、総再生数1,000万回突破!! HIKAKIN & SEIKIN 『YouTubeテーマソング』が待望のリリース!! プロデュースは、まさかのTeddyLoid!?【前編】” [유튜브에서, 총조회수 1,000만회 돌파!! HIKAKIN & SEIKIN 〈YouTube 테마송〉이 대망의 발매!! 프로듀스는 설마의 TeddyLoid!?【전편】] (일본어). TUNECORE. 2015년 10월 18일에 확인함.
21. ↑  “ワクワク動画を世界に…ＨＩＫＡＫＩＮさん” [두근두근 영상을 세계로... H I K A K I N] (일본어). 요미우리 신문 (YOMIURI ONLINE). 2015년 4월 24일에 원본 문서에서 보존된 문서. 2015년 4월 25일에 확인함.
22. ↑  “NE-YO アルバム「ノン・フィクション」発売決定、新曲をHIKAKINと世界初コラボ” [NE-YO 앨범 〈논 픽션〉 발매 결정, 신곡을 HIKAKIN과 세계 첫 콜라보]. 가제트 통신. 2015년 6월 12일에 원본 문서에서 보존된 문서. 2015년 4월 25일에 확인함.
23. ↑  “今年、Yahoo!で最も検索されたのは「羽生結弦」さん　「Yahoo!検索大賞2014」発表” [올해, 야후! 재팬에서 가장 많이 검색된 것은 ‘하뉴 유즈루’]. 자이케이 신문. 2014년 12월 8일. 2014년 12월 8일에 확인함.
24. ↑  “HIKAKIN、映画『呪怨』で俳優デビュー「本当に緊張」” [HIKAKIN, 영화 《주온》으로 배우 데뷔 “정말로 긴장”] (일본어). 오리콘 스타일. 2015년 5월 2일에 확인함.

### 유튜브
1. ↑  “ヒカキン自己紹介！質問コーナー！Self-Introduction！” [히카킨 자기소개! 질문 코너! Self-Introduction!] (일본어, 영어). 유튜브. 2014년 9월 11일에 확인함.
2. ↑  “世界一おいしい飲み物『ピルクル』 - The World Best Juice『Pirukuru』 -” [세계 제일 맛있는 음료 ‘피루쿠루’] (영어, 일본어). 유튜브. 2014년 11월 23일에 확인함.
3. ↑  “マジウマい炭酸水！南アルプスの天然水スパークリング！” [정말 맛있는 탄산수! 남알프스의 천연수 스파클링!] (일본어). 유튜브. 2014년 11월 23일에 확인함.
4. ↑  “ヒカキンの名前の由来と発音!” [히카킨의 이름의 유래와 발음!] (일본어). 유튜브. 2013년 11월 28일에 확인함.
5. ↑  “チャリティーイベントで集まったお金を寄附してきました！” [자선 이벤트로 모은 돈을 기부하고 왔어요!] (일본어). 유튜브. 2014년 9월 26일에 확인함.
6. ↑  “SEIKIN（セイキン）自己紹介!質問募集!” [SEIKIN(세이킨) 자기소개! 질문모집!] (일본어). 유튜브. 2013년 11월 28일에 확인함.
7. ↑  “【初公開】Masuoが語る、Hikakinの昔話（質問コーナー）!” [【첫 공개】Masuo가 말하는,  Hikakin의 옛 이야기 (질문 코너)!] (일본어). 유튜브. 2013년 11월 28일에 확인함.
8. ↑  “長渕蓮君のレース映像 in マレーシア！” [나가부치 렌 군의 레이스 영상 in 말레이시아!] (일본어). 유튜브. 2014년 9월 26일에 확인함.
9. ↑  “兄貴の誕生日にギタープレゼントしてみた！” [형님의 생일에 기타 선물해봤다!] (일본어). 유튜브. 2014년 9월 26일에 확인함.

## 참고 문헌
- HIKAKIN (2013). 《僕の仕事はYouTube》 [내 일은 유튜브] (일본어). 주부와 생활사. ISBN 978-4391143799.